# Bill Dugan
Bill Dugan (Hornell, 5 giugno 1959) è un ex giocatore di football americano statunitense che ha militato nel ruolo di offensive tackle nella  National Football League (NFL) e nella United States Football League (USFL).

## Carriera
Nel Draft NFL 1981, Dugan fu scelto nel corso del terzo giro (58º assoluto) dai Seattle Seahawks. Vi giocò per tre stagioni e fu membro della squadra del 1983 che raggiunse i playoff per la prima volta nella storia della franchigia. Nel 1984 passò ai Minnesota Vikings e nel 1985 ai Baltimore Stars della USFL. Chiuse con un'ultima stagione ai New York Giants nel 1987.